# Établissement régional d'enseignement adapté
En France, un établissement régional d’enseignement adapté (EREA) est un établissement scolaire public dont la spécificité est de prendre en charge des adolescents en grande difficulté scolaire et/ou sociale, ou présentant des difficultés liées à une situation de handicap. Les EREA et lycées d'enseignement adapté (EREA/LEA) permettent à des adolescents en difficulté ou présentant des handicaps d'élaborer leur projet d'orientation et de formation ainsi que leur projet d'insertion professionnelle et sociale en fonction de leurs aspirations et de leurs capacités, par l'individualisation des durées et des parcours de formation, et par un accompagnement spécifique assuré à l’internat éducatif par des enseignants-éducateurs.

## Généralités
Les EREA sont des établissements publics locaux d'enseignement, dépendant du Ministère de l’Éducation nationale. Il en existe 78, dont 5 accueillant des élèves présentant un handicap moteur (Eysines, Berck-sur-Mer, Garches, Vaucresson et Flavigny-sur-Moselle) et 2 des élèves présentant un handicap visuel (Villeurbanne et Loos). L'EREA Jacques BREL, également situé à Garches, au sein de l'hôpital Raymond Poincaré, a un statut particulier. Il accueille des patients / élèves de niveau primaire dans ses murs. Collégiens et lycéens suivent leur scolarité au chevet.
Dans ces établissements, 53,5 % des élèves sont internes.
La formation y est organisée en référence aux enseignements du collège, du lycée professionnel ou du lycée général et technologique.

## Historique
Les EREA sont issus de la transformation, en 1985, des écoles nationales de perfectionnement. Ils résultent d'une politique de décentralisation.
Ils en conservent la référence historique dans la création du conseil de perfectionnement et de la formation professionnelle, organe consultatif du conseil d'administration de l'EREA.
En 1995, les EREA évoluent afin de devenir des lycées d'enseignement adapté (LEA). La principale modification réside dans l'ojectif de préparer les élèves à une qualification reconnue et certifiée de niveau V (CAP-BEP) ou de niveau IV (bac professionnel), et donc, d'assurer un enseignement fixé en référence aux programmes des lycées professionnels, et non plus spécifique. 

## Caractéristiques
Les missions spécifiques sont d’assurer un enseignement général, technologique ou professionnel, de participer à l’éducation à la citoyenneté et à la formation de la personnalité des élèves adolescents, de réorienter dès que possible dans les établissements ordinaires les élèves qui ont de réelles chances d’y réussir leur projet de formation et d’orientation, et de participer au processus d’insertion sociale et professionnelle des élèves.
Une des spécificités des EREA est le secteur éducatif, où les élèves sont pris en charge par des professeurs des écoles spécialisés assurant des fonctions d’enseignant-éducateur.
Le public accueilli varie d’un EREA à l’autre, suivant sa spécificité. Les élèves sont admis sur proposition des commissions d’orientation qui privilégient l’intégration scolaire et l’objectif d’une qualification professionnelle de niveau V. Les EREA accueillent les élèves qui peuvent prétendre bénéficier d'un enseignement adapté conduisant à un niveau de qualification V ou IV qu’il faut différencier des élèves dont l'éducation relève davantage d'un établissement du secteur médico-éducatif.
Pour garantir une meilleure prise en charge éducative et psychopédagogique de chaque jeune, l'EREA/LEA peut avoir recours, à des aides spécifiques du secteur social, médical et psychologique.

## Organisation pédagogique
L’organisation pédagogique des EREA/LEA ne diffère pas de celle d’un collège ou d’un lycée ordinaire. Elle tient compte cependant des spécificités du public accueilli. L’accent est mis sur la formation professionnelle qualifiante, en particulier la préparation à un diplôme de niveau V.
Le contenu des enseignements est défini en application des textes réglementaires, l’enseignement de toutes les disciplines étant assuré, notamment les enseignements scientifiques, les langues vivantes, l’éducation physique et sportive et les arts plastiques. Les EREA/LEA disposent cependant d’un certain nombre d’atouts permettant la mise en œuvre d’enseignements adaptés (différenciation, individualisation, soutien, remédiation) : l’accueil plus restreint en classe et en atelier, les réunions de coordination et de synthèse, la mise à disposition de personnels spécialisés.
Pour l’enseignement général, le nombre d’élèves est limité à 16.
Pour l’enseignement professionnel, le nombre d’élèves est en moyenne de 8 par atelier.

## Secteur éducatif
L’EREA/LEA dispose d’un secteur éducatif développé dont l’internat éducatif est un aspect important. L’organisation de l’internat éducatif diffère de celle de l’internat d’un établissement similaire, en ce qu’elle est gérée par des enseignants spécialisés assurant des fonctions d’enseignant-éducateur qui accompagnent les élèves dans leur projet de formation et d’orientation, mais aussi dans les moments de la vie quotidienne.
Les tâches de ce secteur sont le développement des activités socio-éducatives, l'éducation à la citoyenneté, l'éducation aux loisirs et le développement des activités sportives, l'accompagnement du processus d'insertion sociale et professionnelle, la gestion du projet individuel de formation des adolescents dont l'éducateur référent sera le garant, la participation à la formation générale des élèves, par le développement d'activités culturelles et artistiques, la résolution des difficultés d'apprentissage par la pratique des études dirigées et du soutien scolaire, le développement des relations avec l'environnement de l'institution, en particulier les collaborations avec les associations, les collectivités territoriales et les entreprises pour compléter l'éducation et la formation des jeunes accueillis en EREA/LEA.
L'encadrement des élèves est en moyenne pour les internes de 8 élèves, et de 25 pour les demi-pensionnaires.
Les missions des enseignants spécialisés assurant des fonctions d'éducateur dans le secteur éducatif ont été précisées en 2004 : « l’enseignant spécialisé analyse les besoins éducatifs particuliers de l’élève et leurs répercussions sur les apprentissages » ; « il construit un projet d’aide spécialisée ou d’enseignement adapté, en prenant en compte l’environnement scolaire et familial » ; « il met en œuvre des pratiques pédagogiques ou ré-éducatives différenciées et adaptées » ; « il construit son identité professionnelle dans la complémentarité de celle des partenaires avec lesquels il travaille ».

## Statistiques
|                                    | 1975-76 | 1980-81 | 2000-01 | 2001-02 | 2002-03 | 2003-04 | 2004-05 | 2005-06 | 2006-07 | 2007-08 | 2008-09 |
| SEGPA d’un collège public          | 86 370  | 114 923 | 107 279 | 106 098 | 104 394 | 102 451 | 101 321 | 99 623  | 96 944  | 94 315  | 92 107  |
| SEGPA d’un collège privé           |         |         | 3 738   | 3 813   | 3 910   | 3 903   | 4 002   | 4 045   | 3 970   | 4 025   | 4 037   |
| École autonome de perfectionnement | 9 629   | 11 612  |         |         |         |         |         |         |         |         |         |
| EREA                               |         |         | 11 142  | 10 952  | 10 669  | 10 746  | 10 926  | 10 798  | 10 676  | 10 715  | 10 482  |

| Premier cycle                         | 900   |
| Second cycle général et technologique | 169   |
| Second cycle professionnel            | 4 286 |
| SEGPA - formation générale            | 3 841 |
| SEGPA - formation professionnelle     | 1 286 |

Pour comparaison, les effectifs du second degré en 2008-2009 s'élèvent à 5 millions d’élèves.